# Bockmerholzstraße 7

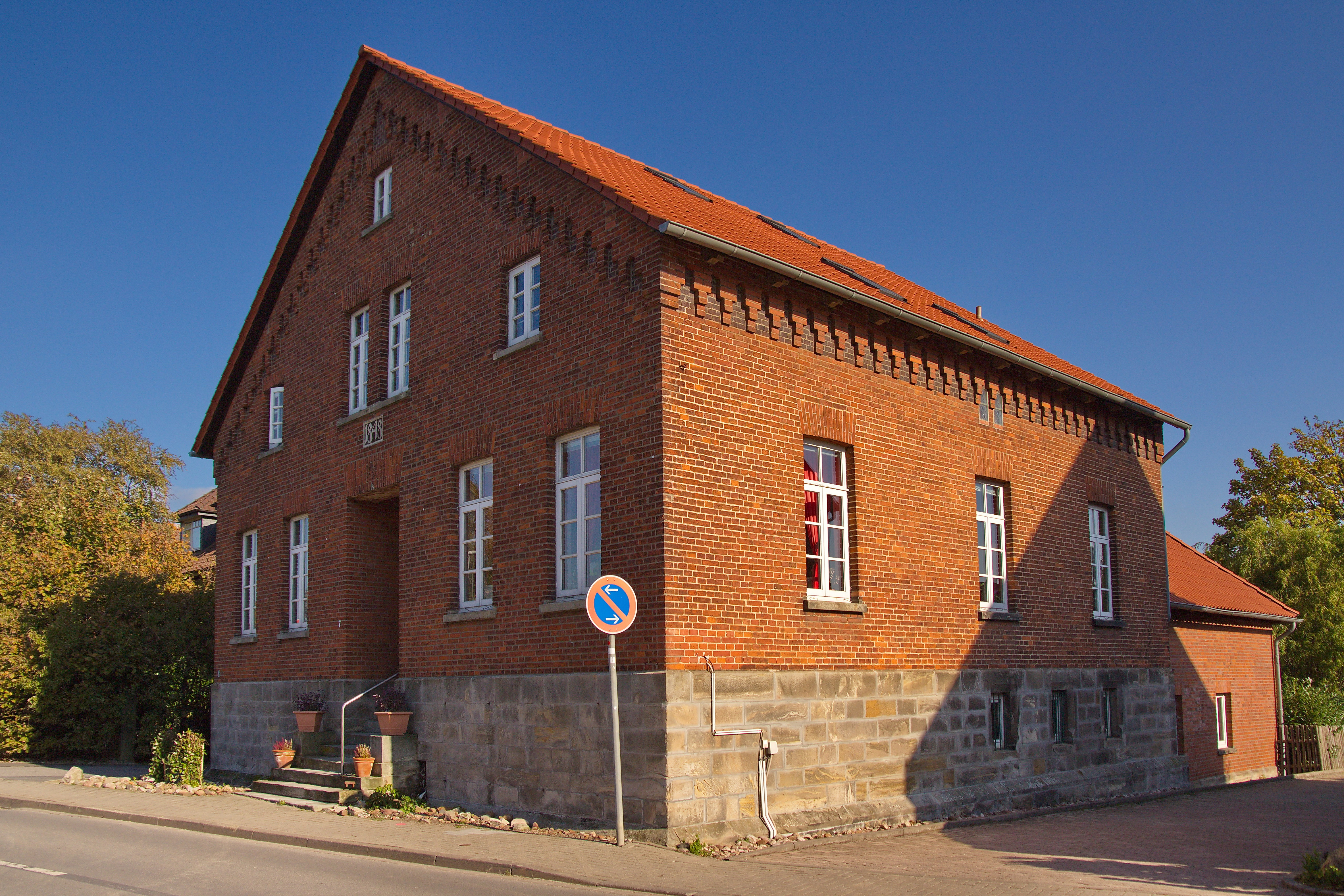
Das freistehende Haus Bockmerholzstraße 7 mit einem späteren rückwärtigen Anbau

Das Haus Bockmerholzstraße 7 in Hannover ist ein denkmalgeschütztes Wohngebäude aus der Mitte des 19. Jahrhunderts. Das Gebäude gilt als ein sehr frühes Beispiel der Backstein-Architektur im hannoverschen Raum. Es ist der älteste Massivbau im heutigen Stadtteil Wülferode und gilt zugleich als der bedeutendste einer kleinen Gruppe massiver Bauten im mittleren Abschnitt der Bockmerholzstraße.

## Geschichte
Das Gebäude unter der heutigen Adresse Bockmerholzstraße 7 wurde 1848 von Georg Ludwig Comperl, dem Oberlandbaumeister des Königreichs Hannover, errichtet. Es wurde vor dem Waldstück Bockmerholz erbaut, wo sich der im 19. Jahrhundert durch den Förster Sabiel aufgestellte Försterstein findet. Sabiel war allerdings im „Gründerwald“ sowie im Deister tätig.
Heute (Stand: September 2014) wird das Gebäude durch den Verein Anna e.V. AWG Wülferode genutzt als Wohnheim für körperbehinderte Menschen.

## Baubeschreibung
Das giebelständige Gebäude wurde als schlichter Ziegelsteinbau einem hohen Sockel aus Sandstein aufgesetzt. „Die gut proportionierte Fassade“ mit hochrechteckigen Fensteröffnungen und nach außen zu öffnenden Sprossenfenstern wird lediglich durch einen Fries am Giebel- und Traufgesims geziert. Der mittige Eingang an der Seite der Hauptstraße ist über eine „einläufige Treppe“ zu erreichen.